# توکیودو شوتن
توکیودو شوتن (انگلیسی: 東京堂書店 Tōkyōdō Shoten) یک فروشگاه زنجیره‌ای خرده‌فروشی کتاب فروشی ژاپنی است که در سال ۱۸۹۱ با نام توکیودو، یک شرکت چاپ و نشر کتاب تأسیس شد. سپس دو شرکت: توکیودو شوتن، که با بخش فروش کتاب خرده فروشی ادامه داد، و انتشارات توکیودو، که سمت انتشارات کسب و کار را ادامه داد، از یکدیگر منشعب شدند.